# Typhlonectes natans
Typhlonectes natans és una espècie d'amfibis gimnofions de la família Caeciliidae.
Habita a Colòmbia, Veneçuela i possiblement Trinitat i Tobago.
Els seus hàbitats naturals inclouen sabanes seques, prades tropicals o subtropicals inundades en algunes estacions i rius.